# Juan Luna y Novicio

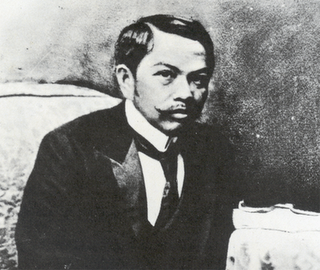
Juan Luna

Juan Luna y Novicio (23 de outubro de 1857 – 7 de dezembro de 1899) foi um pintor, artista e escultor das Filipinas.